# Song of Songs Festival

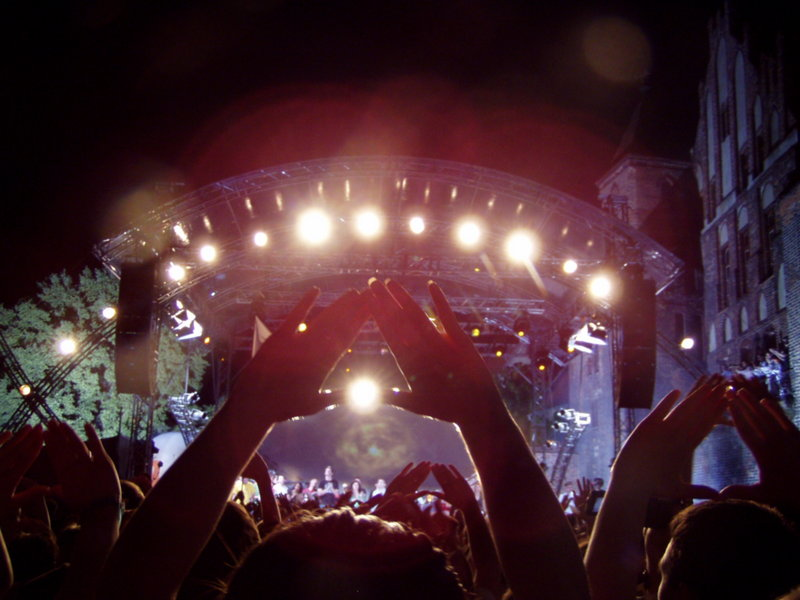
Song of Songs 2006 – koncert finałowy

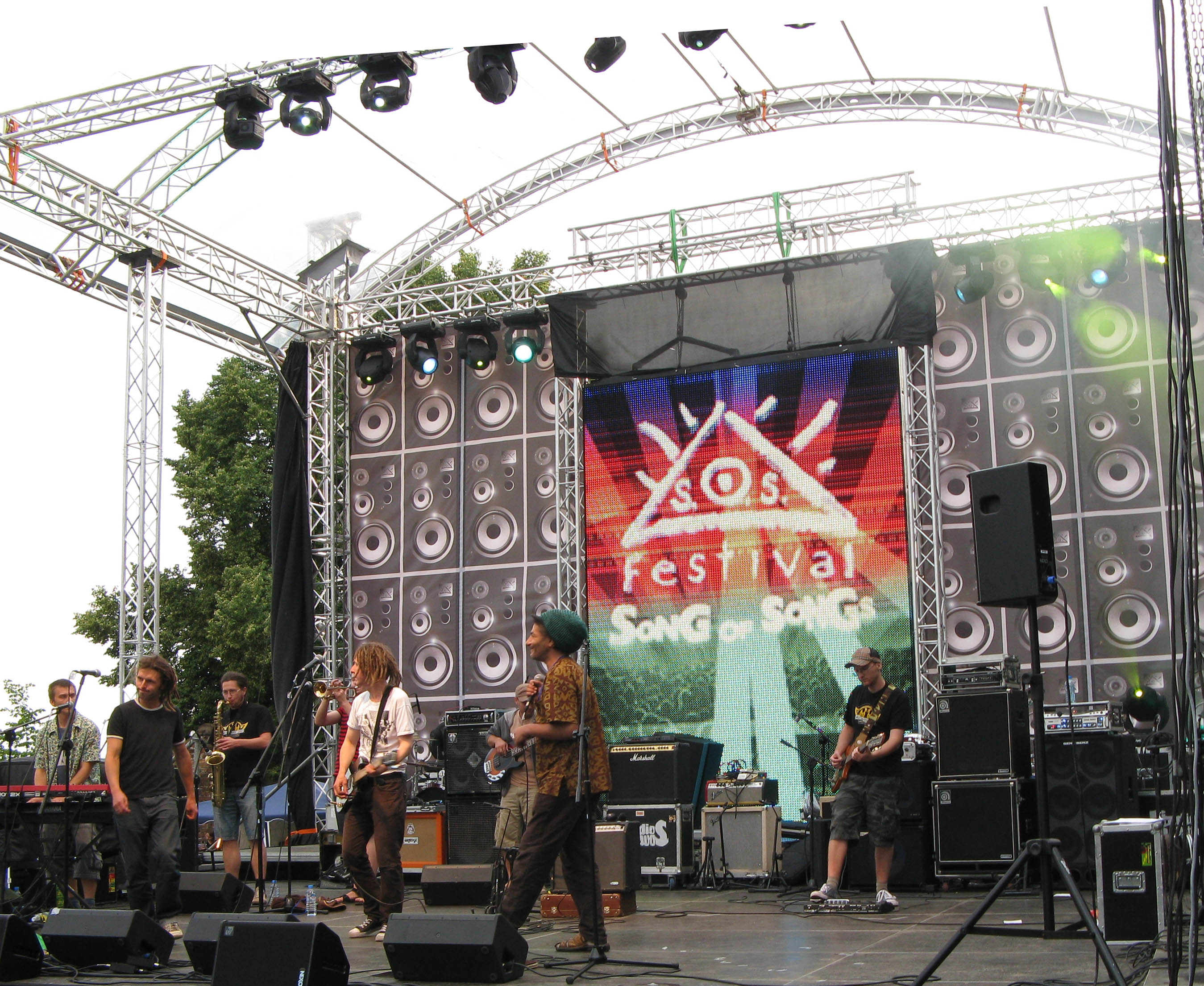
Grupa Dubska na festiwalu Song of Songs w 2008 roku

Song of Songs Festival – Międzynarodowy Ekumeniczny Festiwal Muzyki Chrześcijańskiej, odbywający się corocznie w Toruniu w latach 1998–2010 i reaktywowany w 2017 roku. Jest to jeden z największych festiwali muzycznych o tej tematyce w Europie.

## Charakterystyka
Festiwal odbywał się w plenerze, w obrębie ruin Zamku Krzyżackiego i średniowiecznej Fosy Staromiejskiej na toruńskiej Starówce. Organizowany był na początku wakacji, w jednym z ostatnich weekendów czerwca. Od I do XI edycji trwał 2-3 dni (piątek, sobota, niedziela). Od początku miał na celu promocję współczesnej muzyki tworzonej przez chrześcijan oraz jedność chrześcijańską (przynajmniej na płaszczyźnie muzycznej), stąd nieodłącznym elementem festiwalu były nabożeństwa ekumeniczne. W 2000 roku zrezygnowano z biletowania festiwalu, poszerzając tym samym krąg jego odbiorców. Pierwsze 10 edycji było częściowo retransmitowanych przez Program 2 TVP i TV Polonię, dzięki czemu polska muzyka z przesłaniem chrześcijańskim mogła dotrzeć do odbiorców nie tylko w całej Polsce, ale i na świecie.
W 2008 roku organizatorzy postanowili nieco odświeżyć formułę festiwalu. W związku z tym XI edycja odbyła się pod hasłem „Festiwal nie tylko dla wierzących”. Wystąpiły wtedy zespoły niekoniecznie identyfikujące się z chrześcijaństwem, jak Indios Bravos. Natomiast XII i XIII edycja przebiegła w formule maratonu muzycznego „dzień i noc” (z piątku na sobotę lub z soboty na niedzielę). Edycja XIII była ostatnią, ponieważ organizatorzy stwierdzili, że muzyka chrześcijan stała się już dość rozpoznawalna i weszła do głównego nurtu muzycznego, w związku z tym formuła festiwalowa jako miejsce promowania muzyki CCM już się wyczerpała. Wielkim wydarzeniem ostatniego festiwalu był jubileuszowy koncert Armii, która obchodziła swoje 25-lecie.
Pomysłodawcami i organizatorami festiwalu byli Remigiusz Trawiński i Wojciech Zaguła, a jego rzecznikiem prasowym - ks. Dariusz Iwański. Dyrektorem artystycznym pierwszej edycji festiwalu był Jan Pospieszalski, a kolejnych edycji Tomasz Kępiński.

## Osiągnięcia
Na festiwalu występowali m.in. 2Tm2,3, 40 synów i 30 wnuków jeżdżących na 70 oślętach, Amaryllis, Anastasis, Armia, Antonina Krzysztoń, Arka Noego, Beata Bednarz, Chili My, Full Power Spirit, Joszko Broda, Magda Anioł, Maleo Reggae Rockers, Mate.O, Mietek Szcześniak, Przecinek, Raz, Dwa, Trzy, Trzecia Godzina Dnia, Tomasz Żółtko, Pneuma, Lao Che.
Był on największą w Europie Środkowo-Wschodniej prezentacją czołówki polskich artystów wykonujących współczesną muzykę chrześcijańską.
Festiwal przyznawał własne wyróżnienia dla różnych osób i instytucji, które promowały muzykę chrześcijańską i ekumenizm – nagrodę Tuba Dei.

## Reaktywacja
Po siedmioletniej przerwie w 2017 roku festiwal został reaktywowany. Odbył się on 14-15 lipca 2017 roku. Podczas dwudniowego festiwalu na scenie plenerowej Centrum Kulturalno-Kongresowego Jordanki, zagrali m.in. Jafia, Anastasis, Maleo Reggae Rockers, Luxtorpeda, 2Tm2,3, Siewcy Lednicy, TGD oraz gość specjalny z Włoch siostra Cristina Scuccia. Festiwal prowadzili: Weronika Kostrzewa i ks. Marcin Szczerbiński.